# Рычаги Баркера
Рычаги́ Ба́ркера (нем. Barkerhebeln, англ. Barker levers), также маши́на Ба́ркера (фр. machine Barker) или «пневматическая машина Баркера» (фр. machine pneumatique de Barker) — механизм, дополняющий механическую игровую трактуру органа; служит для увеличения усилия, передаваемого от нажимаемой органистом клавиши. Для каждой клавиши устанавливается свой рычаг Баркера.
Данный механизм получил название по имени изобретателя, Ч. Баркера (1804—1879).
Рычаги Баркера впервые были применены органостроителем А. Кавайе-Коллем.

## Схема работы
Представленный на схеме механизм и является так называемым рычагом Баркера. Суть работы данного механизма заключается в упрощении процесса игры на больших инструментах, для которых для открытия клапанов посредством нажатия  на клавиши мануалов приходилось прилагать чрезмерно большие усилия вследствие большого размера инструмента.
На первой картинке данной схемы изображён рычаг Баркера до нажатия органистом клавиши.
Вследствие нажатия в действие приводится механизм (на второй картинке), обозначенный на схеме как Vers la touche, следом за ним в действие приводится абстракт, нарисованный жёлтым цветом, расположенный горизонтально. Из-за его смещения влево (в плоскости схемы) открывается клапан 1, и воздух из области А попадает в область В. Вследствие этого мех С приводится в движение (накачивается), а связанный с ним механизм Р поднимается вверх, что, в свою очередь, позволяет клапанам  органа, которые перекрывают доступ воздуха в трубы, открыться.
Цифрой 2 обозначен защитный механизм, который, в случае поступления чрезмерного количества воздуха в мех С перекроет канал поступления воздуха из области В.
Цифрой 3 обозначен клапан, которые перекрывает выход воздуха из меха С, пока клавиша мануала зажата органистом. После отпускания клавиши клапаны 1 и 3 возвращаются в исходное положение, вследствие чего поступление воздуха из области А в область В перекрывается, а весь лишний воздух из меха С выходит через отверстие, освобождённое от зажима клапаном 3.